# Tomás Campos (futbolista)
Tomás Alberto Campos Alejandre (nació el 14 de septiembre de 1975 en Tuxpan, Veracruz), es un exfutbolista mexicano que jugaba como mediocampista.

## Trayectoria
Campos debutó con Cruz Azul el 25 de marzo del 2000, en el Verano 2000, en el encuentro entre Cruz Azul y Atlas que terminó 1-1. Su versatilidad le permitía jugar como lateral izquierdo o como mediocampista. Formó parte del plantel que se convirtió en el primer equipo mexicano en llegar a la final de la Copa Libertadores.
Para el Apertura 2006, sorpresivamente pasa a formar parte del equipo de los Tigres. Y para el Clausura 2007 se fue a préstamo con los Jaguares de Chiapas.
A partir del Apertura 2007 se convierte en refuerzo del Club de Fútbol Indios con el cual consigue el ascenso al máximo circuito. Con Indios logró calificar a la liguilla del Clausura 2009, eliminando en cuartos de final a Toluca, pero fue eliminado en semifinales por los Tuzos del Pachuca. Al concluir el Bicentenario 2010, el equipo perdió la categoría. Permaneció con el club hasta el Clausura 2012, pero debido a la desafiliación del equipo, quedó libre y tras no colocarse con ningún otro optó por el retiro.

### Clubes
| Club                | País                | Año           | Partidos | Goles | Media |
| ------------------- | ------------------- | ------------- | -------- | ----- | ----- |
| Cruz Azul           | México              | 2000-2006     | 227      | 4     | 0.02  |
| Tigres              | México              | Apertura 2006 | 8        | 0     | 0     |
| Jaguares de Chiapas | México              | Clausura 2007 | 11       | 0     | 0     |
| Indios              | México              | 2007-2011     | 134      | 1     | 0.01  |
| Total en su carrera | Total en su carrera | 2000 - 2011   | 380      | 5     | 0.02  |

## Selección nacional de México
Sus destacadas actuaciones en la Copa Libertadores 2001 lo llevaron al combinado nacional. Javier Aguirre lo convocó para la fase final de las Eliminatorias Mundialistas en junio de 2001 haciendo su debut en la victoria de México de 1-0 sobre Estados Unidos y también fue convocado para la Copa de Oro de la CONCACAF 2002. Marcó su primer y único gol con la playera nacional en un partido amistoso contra El Salvador.

#### Participaciones en fases finales
| Competición                     | Categoría | Sede                                 | Resultado        | Partidos | Goles |
| ------------------------------- | --------- | ------------------------------------ | ---------------- | -------- | ----- |
| Copa de Oro de la Concacaf 2002 | Absoluta  | Estados Unidos                       | Cuartos de final | 3        | 0     |
| Eliminatorias Corea-Japón 2002  | Absoluta  | Norteamérica, Centroamérica y Caribe | Clasificado      | 2        | 0     |
| Total                           | –         | –                                    | –                | 4        | 0     |

#### Partidos internacionales
| # | Fecha                   | Rival             | Sede             | Estadio              | Resultado | Competición                     |
| - | ----------------------- | ----------------- | ---------------- | -------------------- | --------- | ------------------------------- |
| 1 | 1 de julio de 2001      | Estados Unidos    | Ciudad de México | Estadio Azteca       | 1-0       | Eliminatoria Mundialista        |
| 2 | 23 de agosto de 2001    | Liberia           | Veracruz, Ver.   | Luis "Pirata" Fuente | 5-4       | Amistoso                        |
| 3 | 5 de septiembre de 2001 | Trinidad y Tobago | Ciudad de México | Estadio Azteca       | 3-0       | Eliminatoria Mundialista        |
| 4 | 31 de octubre de 2001   | El Salvador       | Puebla           | Cuauhtémoc           | 4-1       | Amistoso                        |
| 5 | 19 de enero de 2002     | El Salvador       | Pasadena         | Estadio Rose Bowl    | 1-0       | Copa de Oro de la Concacaf 2002 |
| 6 | 21 de enero de 2002     | Guatemala         | Pasadena         | Estadio Rose Bowl    | 3-0       | Copa de Oro de la Concacaf 2002 |
| 7 | 26 de enero de 2002     | Corea del Sur     | Pasadena         | Estadio Rose Bowl    | 0-0       | Copa de Oro de la Concacaf 2002 |

#### Goles internacionales
| Goles internacionales con la Selección de México | Goles internacionales con la Selección de México | Goles internacionales con la Selección de México | Goles internacionales con la Selección de México | Goles internacionales con la Selección de México | Goles internacionales con la Selección de México | Goles internacionales con la Selección de México | Goles internacionales con la Selección de México |
| Gol                                              | Fecha                                            | Sede                                             | Oponente                                         | Marcador                                         | Resultado                                        | Competición                                      |                                                  |
| ------------------------------------------------ | ------------------------------------------------ | ------------------------------------------------ | ------------------------------------------------ | ------------------------------------------------ | ------------------------------------------------ | ------------------------------------------------ | ------------------------------------------------ |
| 1.                                               | 31 de octubre de 2001                            | Estadio Cuauhtémoc, Puebla, México               | El Salvador                                      | 4–1                                              | 4–1                                              | Amistoso                                         |                                                  |

## Palmarés

### Campeonatos nacionales
| Título                   | Club                  | País   |
| ------------------------ | --------------------- | ------ |
| Apertura 2007            | Club de Fútbol Indios | México |
| Final de Ascenso 2007-08 | Club de Fútbol Indios | México |

### Otros campeonatos
| Título                     | Club      | País   |
| -------------------------- | --------- | ------ |
| Pre Pre Libertadores 2000  | Cruz Azul | México |
| Copa Pre Libertadores 2001 | Cruz Azul | México |
| InterLiga 2006             | Tigres    | México |